# Thüringisch-hessischer Erbfolgekrieg

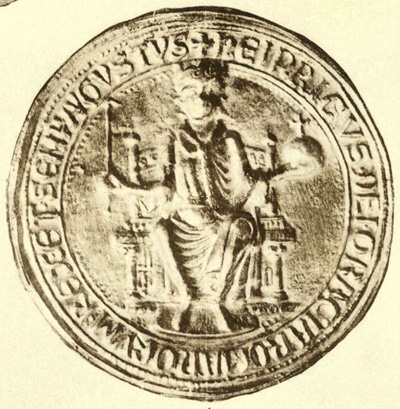
Heinrich Raspe IV.HEINRICVS DEI GRATIA ROMANORVM REX ET SEMPER AVGVSTVS

Der thüringisch-hessische Erbfolgekrieg (1247–1264) war die kriegerische Auseinandersetzung um das Erbe der im Mannesstamm ausgestorbenen Ludowinger, der Landgrafen von Thüringen.
Der von Ilgen/Vogel geprägte Begriff des ›Erbfolgekriegs‹ ist missverständlich, insofern es den Konfliktparteien Sophie von Brabant (Hessen) und Heinrich III. (Thüringen) zu keinem Zeitpunkt um die Erbfolge der Ludowinger ging. Vielmehr rangen sie primär um die Kontrolle über Eisenach und die Wartburg – jene Kerngebiete der ehemaligen Landgrafschaft Thüringen, die für Sophie von Brabant grundlegende identitätsstiftende Bedeutung besaßen. Die Auseinandersetzungen zwischen Hessen und den Erzbischöfen von Mainz um die Kirchenlehen überlagerten diesen Territorialkonflikt großenteils.

## Territorien der Ludowinger

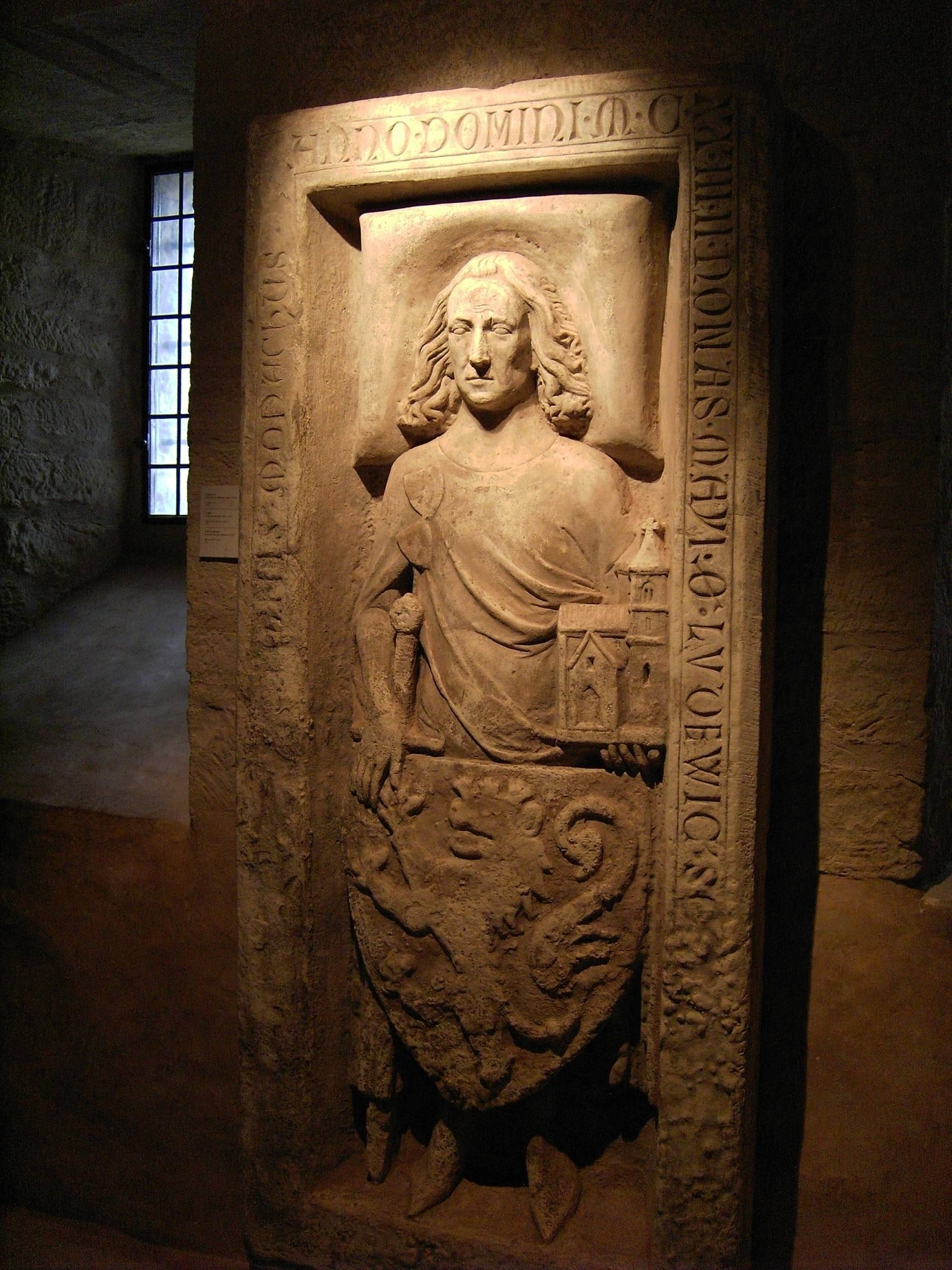
Ludwig der Springer, Nachbildung der Grabplatte auf der Wartburg

Der aus Mainfranken stammende Ludwig mit dem Bart und vor allem sein Sohn Ludwig der Springer hielten zunächst kirchliche Lehen am Nordrand des Thüringer Waldes um Friedrichroda, die sie durch Zukauf und Rodung erweiterten. Sie erlangten durch Heirat mit Cäcilie von Sangerhausen bzw. Adelheid von Stade Herrschaften und große Besitztümer etwa an Saale und Unstrut bzw. im Hassegau hinzu. Auch die Heirat der Söhne Ludwigs, Ludwig I. und Heinrich Raspe I. mit Hedwig von Gudensberg bzw. Kunigunde von Bilstein brachte solche im Hessen- und oberen Lahngau ein. Die Verleihung der Landgrafenwürde 1131 schaffte eine weitere Basis für die Erlangung neuer Herrschaften und Besitztümer, sei es durch Lehen, Vogteien, Heirat, Erbschaft, königliche Schenkung, Kauf, Fehde oder Usurpation. Die Besitzungen wurden zumeist durch Ausbau oder Neubau von Burgen gesichert, wobei sich offenbar die Wartburg im 13. Jahrhundert zur bedeutendsten Burg, im Zentrum der Landgrafschaft entwickelt hatte. Durch die Nähe zu Kaiser Friedrich I. erhielt Ludwig III. die Pfalzgrafschaft Sachsen und 1181 den Kaufunger Forst, die Grafschaft an der Leine mit Northeim und Göttingen und Gebiete an der unteren Werra von Eschwege bis Münden. Sein Bruder Hermann I. erhielt daraufhin zunächst die Pfalzgrafschaft Sachsen und folgte ihm 1190 in der Landgrafenwürde nach.
Vor allem während der Zeit der stauferzeitlichen Städtegründungswelle zwischen etwa 1150 bis 1250 waren die Ludowinger sehr aktiv. Sie legten allen voran die Städte Eisenach, Gotha, Kassel sowie Marburg ganz im Westen an. Weitere Stadtgründungen waren im Thüringischen u. a. Sangerhausen, Freyburg, Weißensee, Tennstedt, Langensalza, Waltershausen, Schmalkalden, Creuzburg, Allendorf, Witzenhausen und im Hessischen u. a. Rotenburg/Fulda, Melsungen, Münden, Homberg/Efze, Homberg/Ohm, Gudensberg, Alsfeld, Grünberg, Biedenkopf, Frankenberg, Frankenau und Wildungen.

## Vorgeschichte
Friedrich II. (1194–1250), seit 1212 römisch-deutscher König und seit 1220 Kaiser des Heiligen Römischen Reiches, übte seine 39-jährige Herrschaft 28 Jahre von Italien aus. 1237 ließ er seinen 8-jährigen Sohn Konrad IV. (1228–1254) zum König wählen (aber nicht krönen), der ihn ab da im nordalpinen Reichsteil formal vertrat. Ihm zur Seite standen als Reichsprokuratoren zunächst der Erzbischof von Mainz Siegfried III., Heinrich Raspe IV. und der König von Böhmen Wenzel I. Der König konnte keine starke Zentralgewalt ausüben, zudem führte die aus dem Konflikt mit dem Papsttum resultierende Absetzung Friedrichs II. am 17. Juli 1245 durch Innozenz IV. zu einer weiteren Stärkung der Macht der geistlichen wie weltlichen Reichsfürsten, welche stets auf die Erweiterung ihres Besitzes bedacht waren.
Heinrich Raspe IV. hielt nach dem Tod Ludwigs IV., dem Übertritt seines Bruders Konrad 1234 zum Deutschen Orden und dem frühen Tod seines Neffen, Hermann II. 1241 die Grafschaft Hessen, die Landgrafschaft Thüringen und die Pfalzgrafschaft Sachsen in seiner Hand, die er besser miteinander zu verbinden suchte, insbesondere gegen den Erzbischof von Mainz.
Der stets staufertreue Heinrich Raspe IV. wechselte Mitte 1243 überraschend ins päpstliche Lager, nachdem er sich noch Anfang 1243, noch immer kinderlos, die kaiserliche Zustimmung für die Eventualbelehnung seines Neffen, Heinrich III., Markgraf von Meißen, hatte erteilen lassen, die notwendig war, um einen geordneten Übergang seiner Fürstentümer und Reichslehen an seine Erben zu gewährleisten. Er wurde schließlich am 22. Mai 1246 hauptsächlich von geistlichen Reichsfürsten zum römisch-deutschen König gewählt, während sich die meisten weltlichen Fürsten im Wesentlichen neutral verhielten und nicht zur Königswahl erschienen.

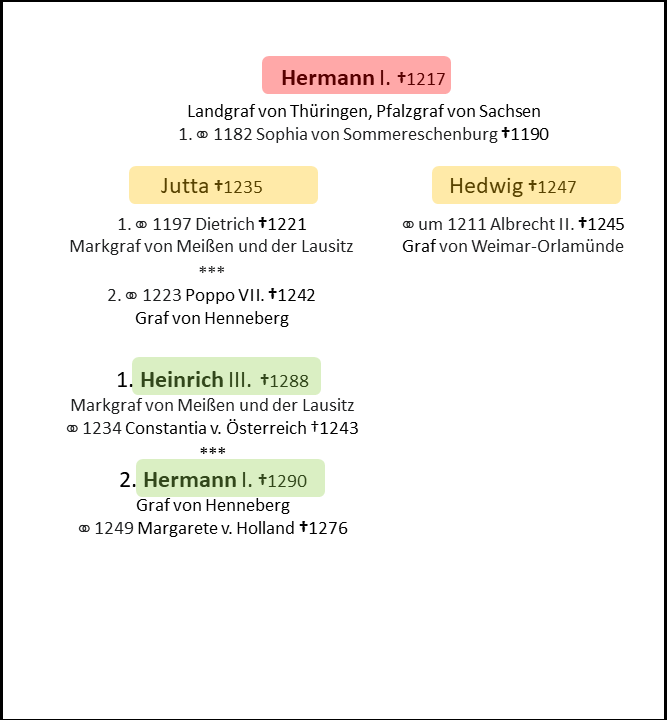
Nachkommen (Kinder, Enkel) des Landgrafen Hermann I. mit Sophie von Sommereschenburg

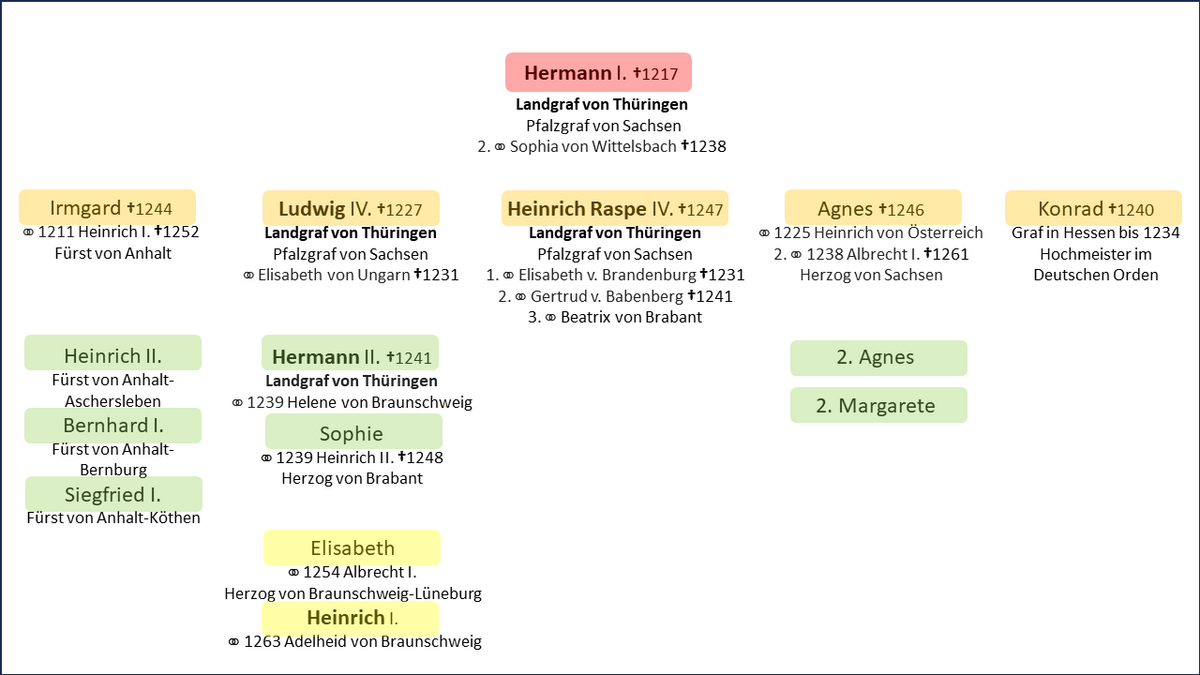
Nachkommen (Kinder, Enkel, Urenkel) des Landgrafen Hermann I. mit Sophie von Wittelsbach

Nach ersten Erfolgen gegen Konrad IV. wurde er während der Belagerung von Ulm im Winter 1246/47 krank, kehrte daraufhin auf die Wartburg zurück, wo er am 16. Februar 1247 kinderlos starb. Er hinterließ ein riesiges, jedoch zersplittertes Gebiet mit ludowingischen Territorien, auf welche Ansprüche hatten:
- erstens Sophie von Brabant für ihren 1244 geborenen Sohn Heinrich; Sophie stammte in direkter männlicher Linie von einem Landgrafen von Thüringen, Ludwig IV. ab und hatte die beste verwandtschaftliche und rechtliche Ausgangsposition das Erbe anzutreten, zudem genoss sie höchstes Ansehen als Tochter der 1235 vom Papst heiliggesprochenen Elisabeth von Thüringen. Als Frau war ihr die Nachfolge in der Landgrafschaft Thüringen jedoch verwehrt. 1248 ließ sie für sich aber ein neues Siegel anfertigen, ein Reiterinnensiegel als Herzogin von Brabant, das sie zu Pferd mit einem Falken auf der Hand darstellte und das mit der besonderen Umschrift versehen war: „Siegel Sophies, Tochter der hl. Elisabeth, Herzogin von Brabant“ und ein kleineres Rücksiegel mit dem thüringischen Löwen im Siegelfeld und dem Titel „und Herrin Hessens“ – et domine Hassye.[6][7]
- zweitens Heinrich III., Markgraf von Meißen und der Lausitz; Er entstammte als Sohn der ältesten Tochter des Landgrafs Hermanns I., Jutta, wie alle weiteren Erbberechtigten, einer weiblichen Linie der Ludowinger. Er war einer der mächtigsten Fürsten des Reichs, sein Sohn Albrecht seit 1243 mit Margaretha von Staufen, der Tochter Friedrichs II. verlobt. Er konnte als entscheidendes Recht die Kaiserurkunde von 1243 vorweisen, die ihn als Nachfolger Heinrich Raspes in der Landgrafschaft Thüringen und der Pfalzgrafschaft Sachsen bestätigte.[8][9]
- drittens Herrmann I., Graf von Henneberg; Er entstammte als weiterer Sohn Juttas ebenfalls einer weiblichen Linie der Ludowinger und hatte vom Verwandtschaftsgrad her gesehen dem Grunde nach dieselbe Erbberechtigung wie Heinrich III.
- viertens die Söhne Irmgards von Anhalt und hier insbesondere Siegfried I.; Sie entstammten einer weiteren weiblichen Linie der Ludowinger und hatten also vom Verwandtschaftsgrad her gesehen dem Grunde nach auch dieselbe Erbberechtigung wie Heinrich III. Sie hatten bereits 1244 die Herrschaft von ihrem Vater übernommen und das Fürstentum Anhalt bald danach unter sich geteilt.
- fünftens wohl auch Albrecht I., Herzog von Sachsen für die Töchter der Agnes; Sie entstammten also einer weiteren weiblichen Linie der Ludowinger. Über die Töchter selbst ist nichts sicheres bekannt. Die Bedeutung Albrechts kann man daran ermessen, dass Friedrich II. dessen Tochter Judith heiraten wollte, was der Papst jedoch verhinderte. Albrecht stand als Vatersbruder im engen Verwandtschaftsverhältnis zu den Söhnen Irmgards. 1247 heiratete er Helene von Braunschweig, eine Tochter Ottos I., Herzog von Braunschweig und Lüneburg und Witwe des Landgrafs Hermann II.
- sechstens Albrecht I., Herzog von Braunschweig, möglicherweise für seine Schwester, die Witwe Landgrafs Hermann II. und jedenfalls nach seiner Heirat mit Elisabeth von Brabant, der Tochter Sophies 1254. Sofort nach Heinrich Raspes Tod hatte bereits sein Vater Otto I. die 1243 von Friedrich II. an ihn übertragenen ludowingischen Lehen an Leine und Werra, insbesondere Münden besetzt.
- Der Mainzer Erzbischof erklärte die ausgedehnten Kirchenlehen Heinrich Raspes IV. für erledigt und versuchte unmittelbar nach dem Tod Heinrich Raspes, insbesondere die im Hessischen in Besitz zu nehmen.

Das durch den Tod Heinrich Raspes IV. entstandene Machtvakuum, versuchten auch die in der Region sitzenden Grafen und Herren für sich zu nutzen. Sie schlossen sich im Verlauf der Auseinandersetzungen dafür je nach politischer Lage der einen oder anderen Streitpartei an.

## Politische Karte

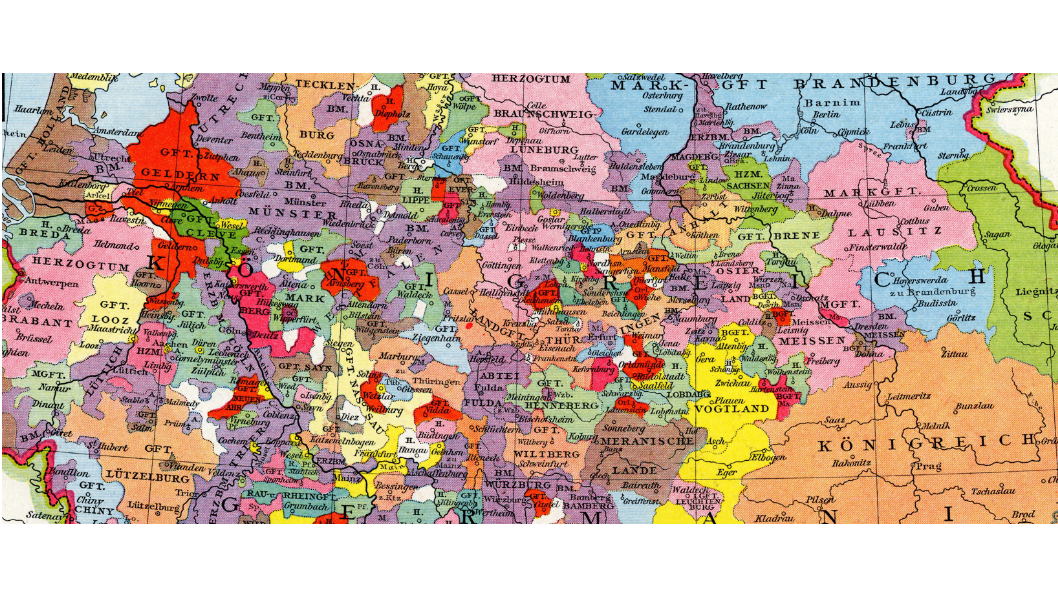
Die Landgrafschaft Thüringen im Zentrum des Heiligen Römischen Reichs um 1250 (Ausschnitt aus: Heiliges Romisches Reich, Droysen, 1886)

## Verlauf
1247
- Noch im Februar wird Siegfried III. aktiv. Es gelingt ihm die Gerichtsbarkeit der hessischen Lande unter seiner Oberherrschaft zu zentralisieren. Fritzlar als mainzische Bastion im ludowingischen Territorium wird Sitz der Landesregierung.
- Im April besetzt Otto I. die Duderstädter Mark im mainzischen Eichsfeld und die Gebiete bis zur Oberweser (Münden) und angrenzende Gebiete an der Werra.
- Im Mai kommt Herzog Heinrich von Brabant nach Marburg, um das Erbe seiner Gemahlin zu beanspruchen, dort stärkt er die ohnehin guten Beziehungen zum Deutschen Orden.
- Graf Siegfried I. von Anhalt besetzt die Gegend um die Thüringer Pforte und zieht thüringische Grafen auf seine Seite (darunter Käfernburg, Schwarzburg, Beichlingen). Heinrich III. bezieht Stellung auf der Eckartsburg.

1248
- Siegfried I. erobert die Stadt Weißensee.
- Heinrich von Brabant stirbt. Sophie kommt nach Marburg, das samt Umland ihre Bastion wird, sie kann verschiedene Grafen für sich gewinnen, jedoch nicht die Grafschaft Hessen gegen Mainz in Besitz nehmen.
- Heinrich III. erobert Weißensee. Er belagert erfolglos die Mainzer Bastion Erfurt. Er zieht weiter durch Thüringen, im Oktober urkundet er in Mühlhausen. Ehemals ludowingische Ministerialen unternehmen vornehmlich die Kriegszüge gegen die gegnerischen thüringischen Grafen.

1249
- Siegfried III. stirbt.
- Am 1. Juli 1249 bestätigt der Weißenfelser Vertrag unter Anerkennung der vollberechtigten Nachfolge Raspes durch Heinrich III. als Landgraf von Thüringen und der thüringischen Grafen als Vasallen wie im status quo ante. Heinrich von Gleichen, Vogt von Erfurt und damit an der Spitze der mainzischen Vertreter in Thüringen bleibt fern, Kirchenlehen berührt der Weißenfelser Vertrag nicht
- Sophie gewinnt weitere Grafen in Hessen für sich. Ihre Position verbessert sich.
- Im September erobert Heinrich III. Erfurt.
- Ende des Jahres söhnen sich Heinrich III. und die Anhaltiner Fraktion aus. Anhalt verzichtet gegen eine angemessenen Entschädigung auf seine Ansprüche.

1250
- Auf dem Landding in Mittelhausen kommt es zu einer allgemeinen Beschwörung des Landfriedens.
- Der neue Mainzer Erzbischof Christian geht gegen Sophie vor, befestigt die Amöneburg nahe Marburg im Bündnis mit den Grafen Berthold von Ziegenhain und Widukind von Battenberg.
- Sophie bittet Heinrich III. um Hilfe.
- Am 2. März überträgt Sophie in Eisenach Heinrich III. in der sogenannten Eisenacher Richtung auf 10 Jahre die Vormundschaft über den jungen Heinrich sowie die Kontrolle über die Wartburg samt dem Land Hessen – „nobile illud castrum Wartberc cum tota Hassie“.
- Sophie reist nach Brabant.
- Albrecht I. von Sachsen erhält Allendorf, nebst Westermark als kirchliches Lehen.
- Otto I. Braunschweig bemächtigt sich der königlichen Stadt Eschwege.
- Am 13. Dezember stirbt Friedrich II.

1251
- Erfolgloser Überfall auf die Reichsstadt Mühlhausen unter Führung Truppen Ottos I.
- Konrad IV. zieht nach Italien ab.

1252
- Die von Heinrich III. seit der Eisenacher Richtung mittels Ministerialer in Hessen betriebene Wiedererlangung eingezogener Kirchenlehen für sein Mündel, Heinrich von Brabant ist gelungen.
- Willhelm von Holland heiratet die Tochter Ottos I.
- Otto I. stirbt.
- Ottstädter Vergleich (16. Mai) zwischen Heinrich III. und Erzbischof Gerhard I. – Gegen den Betrag von 1000 Silbermark erhält Heinrich III. die mainzischen Lehen der Ludowinger in Thüringen, während die mainzischen Ansprüche auf die Besitzungen in Hessen bis zur Volljährigkeit Heinrichs des Kindes („puer de Hassia“) ruhen sollen.
- Wilhelm von Holland belehnt Heinrich III. mit den Reichslehen, der Landgrafschaft Thüringen und der Pfalzgrafschaft Sachsen.
- Heinrich III. überträgt die provisorische Regierung seinem Sohn Albrecht und seinem Bruder Hermann I., mit welchem sich Heinrich III. bereits früh verständigt hatte und der die südlich des Thüringer Waldes gelegenen Gebiete, insbesondere Schmalkalden aus dem Erbe erhalten hatte.
- Von Heinrich III. bestimmte Kommissare üben für Heinrich (das Kind) die richterliche Gewalt in Hessen aus.

1254
- Sophies Tochter Elisabeth heiratet Herzog Albrecht I. von Braunschweig.
- Konrads IV. stirbt im Mai, Wilhelm von Holland wird im Reich allgemein als König anerkannt.

1256
- Mainz zieht verwüstend und plündernd in die Gebiete zwischen Münden und Göttingen. Albrecht I. von Braunschweig besiegt schließlich bei Mühlhausen die mainzischen Truppen.

1260

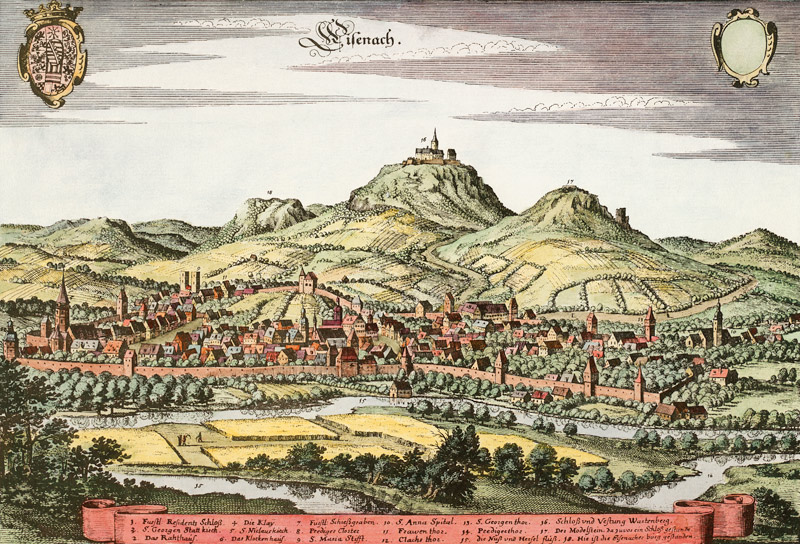
Eisenach mit Wartburg um 1640, colorierter Kupferstich von Merian d.Ä.

- Ein vereintes Heer Albrechts I. von Braunschweig und Sophies zieht nach Thüringen, erobert Creuzburg und später die Stadt Eisenach, wo Sophie und ihr Sohn zurückbleiben. Die meißnische Besatzung der Wartburg wird belagert und es werden auf den der Wartburg benachbarten Bergen Belagerungsburgen errichtet (Metilstein, Hainstein (Frauenburg), Eisenacher Burg). Albrecht I. zieht weiter nach Erfurt. Heinrich III. kann noch 1260 alle Gebiete zurückerobern.

1262
- Der junge Heinrich I. schließt ein Schutz- und Trutzbündnis mit dem jungen Gottfried von Ziegenhain, während Ludwig von Ziegenhain zunächst im Einvernehmen mit Mainz bleibt.

1263
- Erzbischof Werner von Eppstein ändert die antilandgräfliche Taktik – im September kommt es in Langsdorf bei Gießen zum Friedensschluss mit den Brabantinern (Langsdorfer Frieden). Der Erzbischof gesteht Sophie und ihrem Sohn alle urkundlich bezeugten Lehen der Mainzer Kirche zu und Heinrich den zuvor noch aberkannten Titel des Landgrafen von Thüringen.
- Albrecht I. von Braunschweig fällt im Herbst 1263 im Bund mit Heinrich II. von Anhalt ins meißnischen Osterland ein. Alle Beteiligten werden von Heinrichs III. Truppen gefangen gesetzt.

1264
- Braunschweig muss für die Freilassung ihres Oberhauptes auf acht Städte im Werratal verzichten und das horrende Lösegeld von 8000 Mark zahlen.
- Ein letzter Friedensschluss zwischen den Haupterben bringt Heinrich III. die uneingeschränkte Verfügungsgewalt über Thüringen ein, während Heinrich I. jene Städte erhält, die die Braunschweiger abgetreten hatten, zuzüglich 600 Mark.
- Die Schwester Sophies, Äbtissin Gertrud von Altenburg, wird finanziell abgefunden.

## Bedeutung

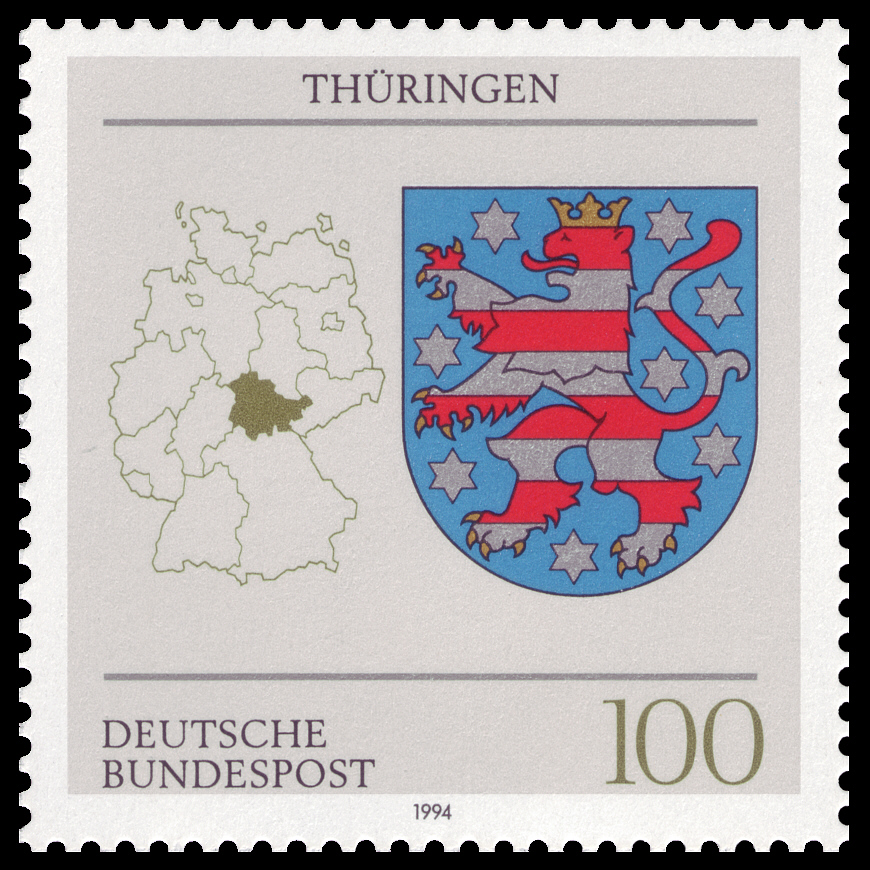
Wappen von Thüringen und Deutschlandkarte mit geografischer Lage

Die Bedeutung des Streites und seines Ausgangs liegt darin, dass ein zunehmend starkes Territorialfürstentum Hessen entstand und dass der von den Ludowingern betriebene Versuch, durch die Verbindung von Thüringen und Hessen eine starke Territorialmacht im Zentrum Deutschlands aufzubauen, ein Ende fand. Dies gelang in der Folge den Landgrafen von Hessen zwischen oberer Weser, Werra und Oberrhein und den Wettinern zwischen Werra und Oder/Bober mit der Landgrafschaft Thüringen, dem Osterland, der Markgrafschaft Meißen, dem Herzogtum Sachsen mit der Kurwürde und der Markgrafschaft Lausitz. Die Landgrafschaft Thüringen blieb unter den Wettinern an sich zunächst erhalten. Die Wartburg und Eisenach verloren im 14. Jh. ihre herausragende Bedeutung. Landgraf Friedrich IV. machte schließlich Weimar zu seiner Residenz. Zerschlagen wurde die Landgrafschaft Thüringen endgültig mit der Leipziger Teilung 1485. Albrecht erhielt den nördlichen Teil (Thüringer Kreis) und Ernst den südlichen Teil der Landgrafschaft.

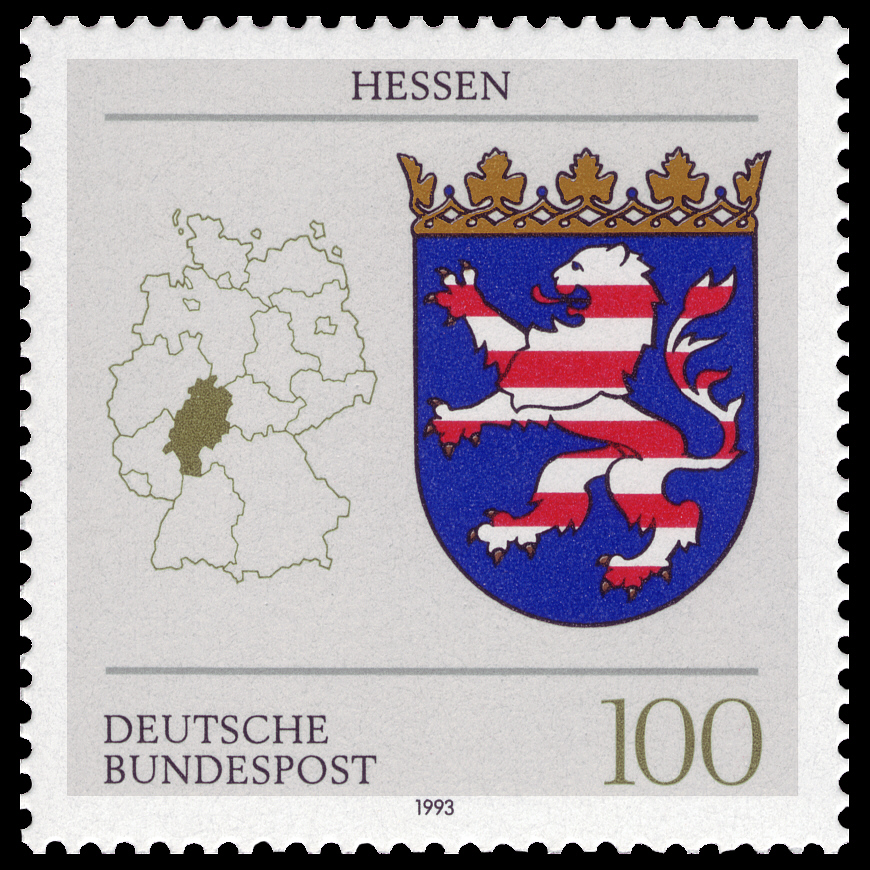
Wappen von Hessen und Deutschlandkarte mit geografischer Lage

Mit dem Erwerb des Kurfürstentums Sachsen 1423 und der Leipziger Teilung verlagerte sich der Schwerpunkt wettinischer Machtzentren noch stärker an die Elbe, Thüringen wurde ein Randgebiet, das durch Erbteilungen im 16. und 17. Jahrhundert (Erfurter Teilung 1572) in die Ernestinischen Herzogtümer immer mehr zersplitterte und reichspolitisch in Bedeutungslosigkeit versank.
Der Tod Heinrich Raspes IV. und der folgende Thüringisch-hessische Erbfolgekrieg waren wohl die hochmittelalterlichen Ausgangspunkte für die Herausbildung der Bundesländer Hessen und Thüringen.